# Cyathea conformis
Cyathea conformis là một loài thực vật có mạch trong họ Cyatheaceae. Loài này được (R.M. Tryon) Stolze mô tả khoa học đầu tiên năm 1974.